# 维托里奥·埃马努埃莱二世桥

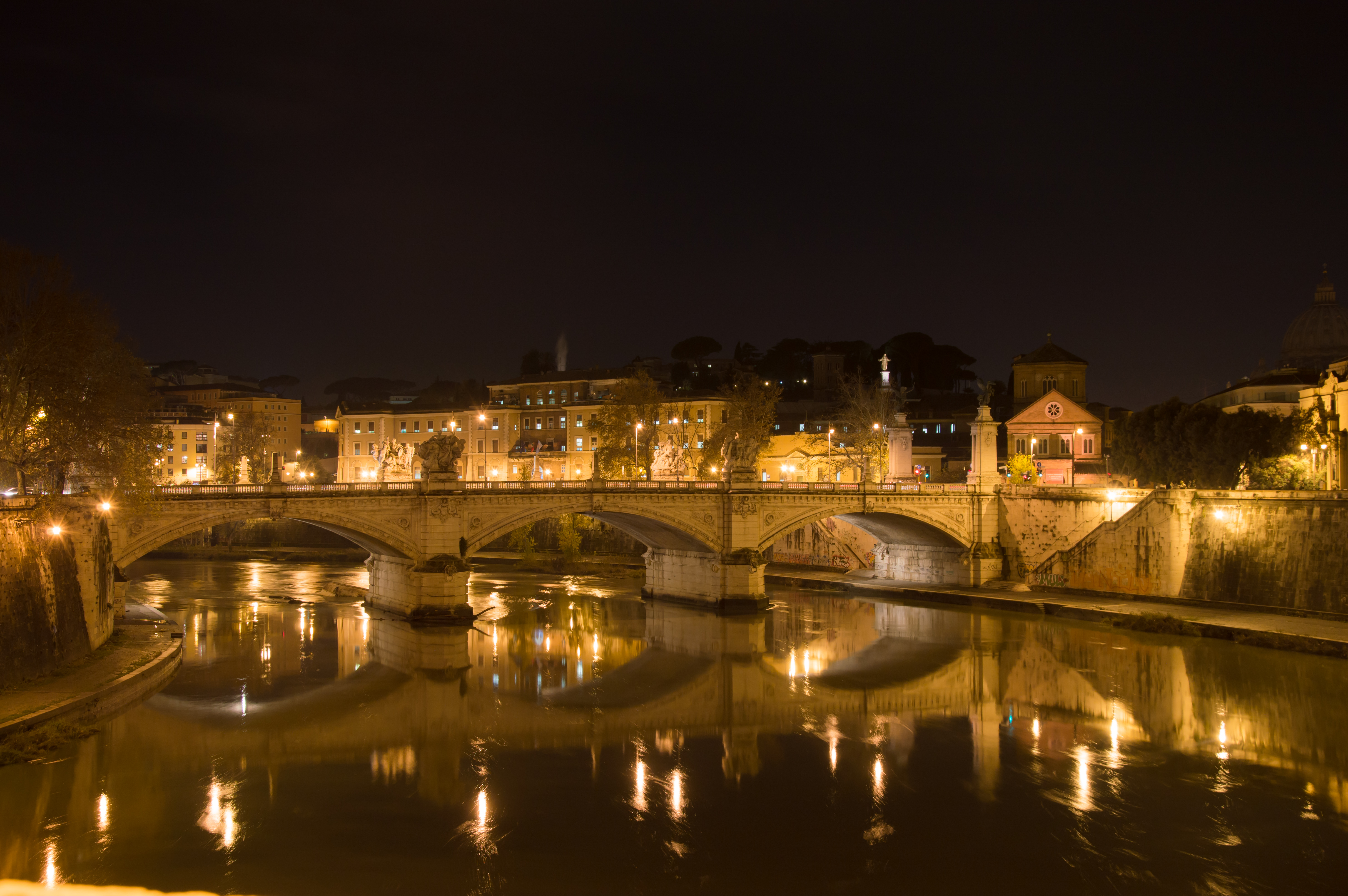

维托里奥·埃马努埃莱二世桥（義大利語：Ponte Vittorio Emanuele II）是罗马的一座横跨台伯河的桥梁，根据建筑师於1886年的设计所建造，但是直到1911年才落成。这座桥一侧连接罗马历史中心的维托里奥·埃马努埃莱二世大街，另一侧是博尔戈区和梵蒂冈城，靠近古罗马桥梁Pons Neronianus遗址。这座桥献给维托里奥·埃马努埃莱二世，有三个桥拱，长108米。桥头装饰有巨大的维多利亚青铜雕像，每个桥墩也装饰有寓言石灰华雕塑。